# Арноя (Іспанія)
Арнойя (гал. A Arnoia, ісп. Arnoya) — муніципалітет в Іспанії, у складі автономної спільноти Галісія, у провінції Оренсе. Населення — 1103 осіб (2009).
Муніципалітет розташований на відстані близько 420 км на північний захід від Мадрида, 24 км на південний захід від Оренсе.

## Демографія
Динаміка населення (INE ):

## Галерея зображень

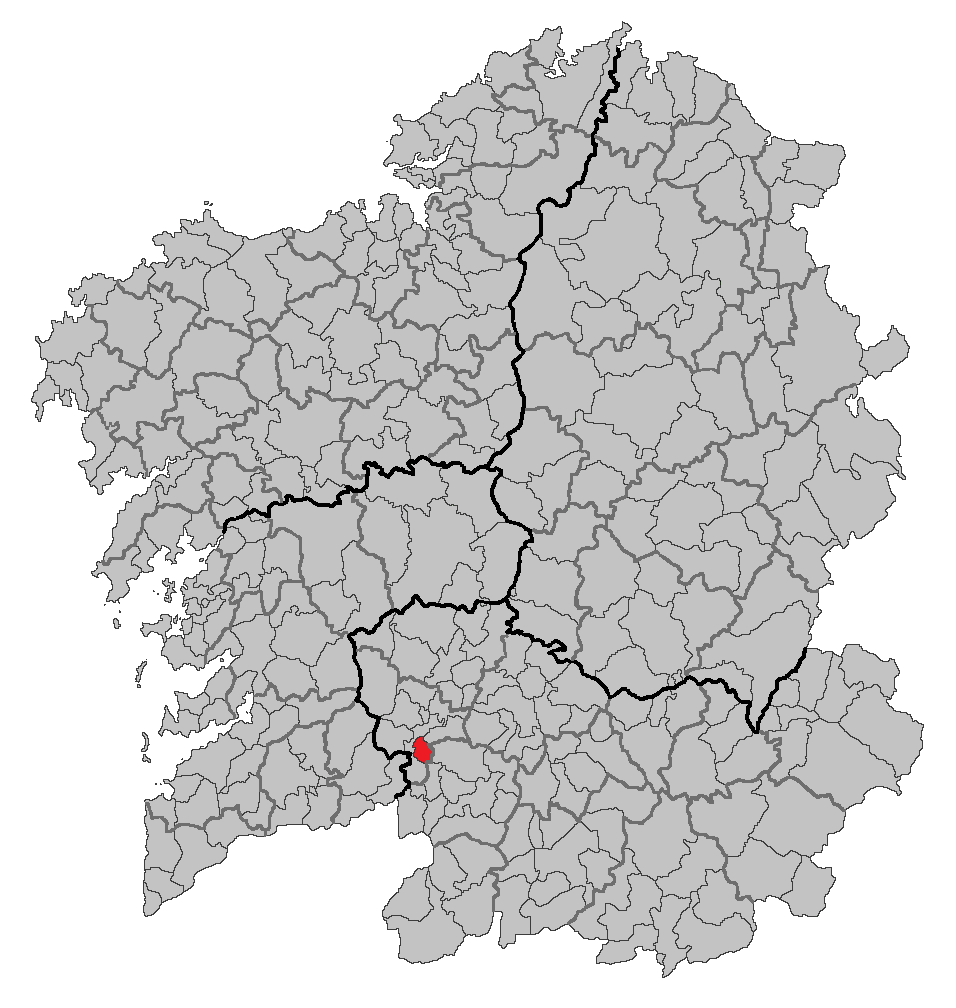
Розташування муніципалітету